# 2017年ジンバブエクーデター
2017年ジンバブエクーデター（2017ねんジンバブエクーデター）は、2017年11月15日にジンバブエで同国国防軍により企図された政変である。軍によればクーデターではなく、国家に政治的・経済的な打撃を与えている、ロバート・ムガベ大統領の周辺にいる「犯罪者」を標的とした行動であるとしているが、ムガベは大統領の座を追われ、37年間に及ぶ政権に幕を下ろした。

## 背景

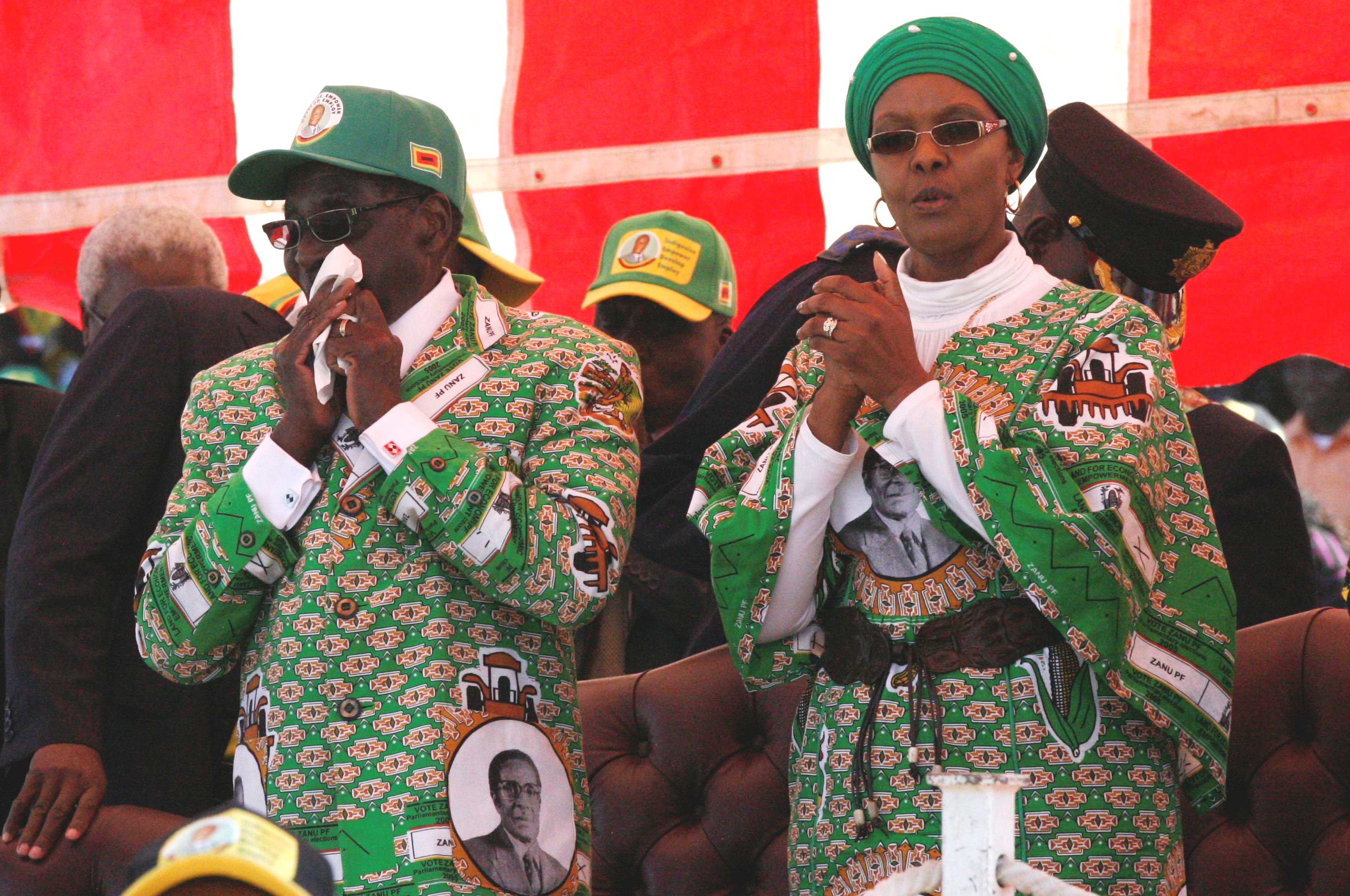
ムガベ夫妻

1980年にジンバブエの首相、1987年に同国大統領となったロバート・ムガベは35年以上にわたり政権を維持し、90歳を超えても権力の座にあった。2014年に第1副大統領に就任したエマーソン・ムナンガグワはムガベの後継候補と目された時期もあったが、やがて両者の関係は悪化。2017年11月4日には、与党ジンバブエ・アフリカ民族同盟愛国戦線(ZANU-PF)が12月に予定している特別総会を前にムナンガグワが派閥争いを煽ったとの理由でムガベはムナンガグワを批判、副大統領からの更迭を警告した。翌11月5日にはムガベの妻グレース・ムガベが大統領職を引き継ぐ用意があると演説した。2018年の大統領選挙が近づく中、ムガベの後継をめぐってムナンガグワとグレース夫人は衝突する関係にあった。

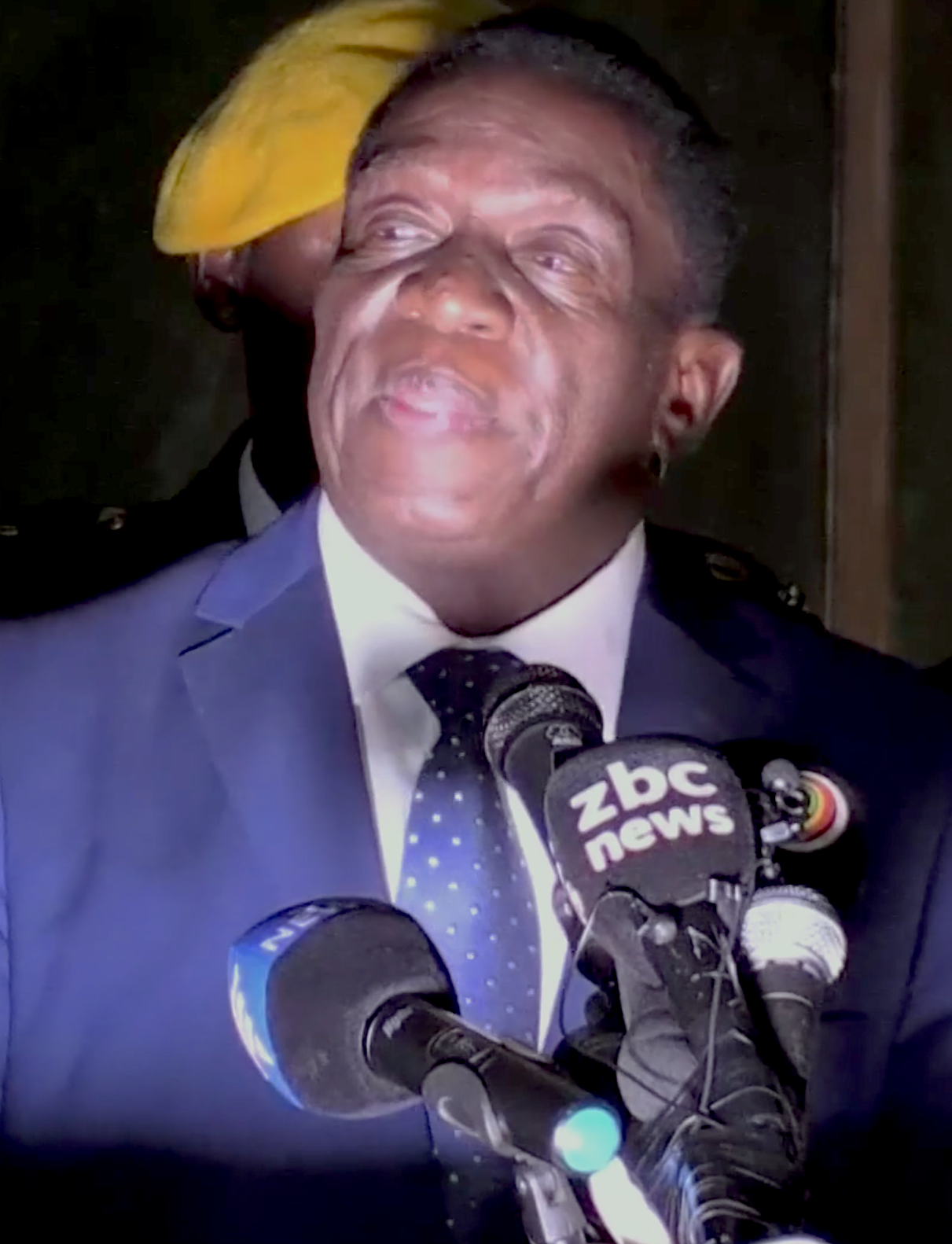
ムナンガグワ第1副大統領

11月6日、ムガベはムナンガグワを第1副大統領から解任。このことは首都ハラレでサイモン・カヤ・モヨ情報大臣によって発表され、それによればムナンガグワは一貫かつ永続的に忠誠心に欠け、無礼で不実であり不正直で信頼できないというのが解任の理由であった。しかし本当はグレースを後継の大統領にするため、まずは第1副大統領に据える目的での解任ではないかとの憶測が広がった。国防軍はムナンガグワを強く支持していたため、副大統領解任に国防軍トップのコンスタンチノ・チウェンガ司令官は強く反発。またムガベ政権支持者の間からもこうした解任の動きには不満の声が上がった。
その後、11月11日までにムナンガグワは旧来ジンバブエと関係の深い中国に脱出し、事態はこれで収拾するかと思われたが、11月10日の中国訪問から帰国したばかりのチウェンガが11月13日に記者会見を開き、ムナンガグワの解任を受け入れず、本人や支持派の追放が続けば介入する準備があると表明。この発言にZANU-PFは憤慨し、翌11月14日にチウェンガの主張は反乱を煽る反逆行為であると批判した。同日には首都ハラレ市内に兵士が配置され、近郊にて複数の中国製の85/89式装甲兵員輸送車が目撃されるなど不穏な空気が流れた。

## 推移

### クーデターの発生
2017年11月15日午前2時すぎ、ムガベの私邸付近にて数分の間に30～40発ほどの銃声が鳴り響き、首都ハラレでも複数の爆発音が発生した。そして国営放送局のジンバブエ放送(ZBC)は軍の兵士によって占拠され、従業員は退去を命じられた。録画放送されていた番組も中断され、軍の制服を着た男性が画面に登場。一連の出来事はクーデターではなく、国家に政治的、経済的な打撃を与えている、ムガベの周辺にいる「犯罪者」を標的とした行動であるとしたほか、ムガベとその家族は無事であり安全も保障されているとして、任務の完了後は速やかに正常な状態に戻るとした。また国民に対しては安心するよう伝えた。このように国防軍はクーデターという表現を避けているものの、事実上クーデターが展開しているように見えるとの反応も起こった。一連の作戦で国防軍はジンバブエの国家権限をほぼ掌握したと見做されている。
同日中にはZANU-PF内でグレースが率いるグループG40の中心メンバーであるイグナシウス・チョムボ財務大臣が軍によって身柄を拘束された。ムガベは夫人や2人の閣僚と共に自宅軟禁下に置かれたが、南アフリカのジェイコブ・ズマ大統領には元気であると明かしている。ただし、グレース夫人についてはナミビアへ脱出したとの情報も報じられた。また、ムガベが兼任していた与党ZANU-PFの党首の地位を、第1副大統領を解任されたムナンガグワが継承したという情報がZANU-PFのものと思しきTwitterアカウントより発信されたが、これが本物かどうかも含めて議論があり、確認されなかった。

### ムガベ退陣を巡る混乱

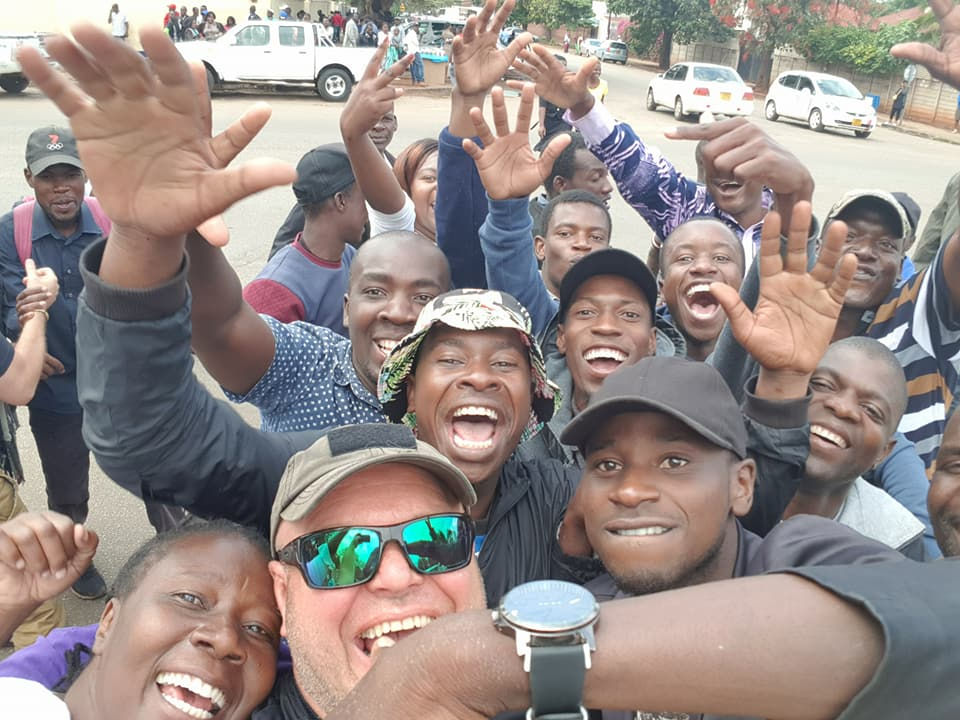
ムガベの失脚を喜ぶハラレの人々

11月16日にはカトリック司祭が仲介に入り、事態収拾に向けムガベの退陣が話し合われたものの本人は2018年大統領選挙前の辞任を拒否した。南アフリカ政府もノシビウェ・マピサヌカクラ国防大臣とボンガニ・ボンゴ国家治安大臣の二人を特使として派遣し、ムガベやチウェンガを交えて大統領府にて会談を行い、その様子は国営放送ZBCや政府系日刊紙ヘラルドによって写真を交えて報じられた。会談の中ではチウェンガが第1副大統領を解任されたムナンガグワへの権限委譲を求めたものの、ムガベは抵抗した。また16日にムナンガグワがジンバブエに帰国した。
11月17日、ムガベが大学の卒業式に参加し、国防軍に自宅軟禁下に置かれてから初めて公の場に登場した。また同日、国防軍は国営テレビ放送を通じて、「大統領周辺の犯罪者を除去する作戦で重要な進展があった」として、何人かの関係者を拘束したことを明らかにした。また、ムガベに対しての協議については、「できるだけ速やかに国民に通知する」と話した。
11月18日には国防軍と連携している退役軍人団体が主催する、ムガベ退陣を求める集会が首都ハラレで行われ、数万人が参加した。11月21日には議会において、不信任決議案を提出するのではないかとみられていた。
11月19日にZANU-PFはムガベを党首から解任し、ムナンガグワを後継とした。しかし、11月19日の夜には「ムガベが大統領の辞任に合意した」という情報が入ったものの、ムガベは11月19日に演説を国営のテレビを通じて行い、この中で、「党大会が数週間後に予定されており、私はその党大会を主宰する」と話したうえで、このまま大統領にとどまることを明らかにした。ZANU-PFは11月20日の正午までにムガベが大統領を辞任しない場合には弾劾の手続きに入ると通告し、21日に召集される見通しのジンバブエ議会で大統領の不信任決議案が提出された場合、可決されることは確実な情勢となっていた。

### ムガベの辞任
11月20日にチウェンガが記者会見を行い、ムガベが「最終的な解決策と国のロードマップに向けた手続きを始めた」ことを明らかにした。また、この記者会見では、前第1副大統領のムナンガグワがジンバブエに帰国するという事も明らかにされた。21日、議会ではムガベがグレース夫人に権力奪取を許したことを理由に弾劾手続きを開始。同日、ムガベは辞表を提出し、37年間に及ぶ長期政権に幕が下りた。第2副大統領のフェレケゼラ・ムフォコが大統領代行に即日就任したが、ムフォコはジンバブエ国内にいないとされた。23日、国防軍との交渉の中で辞任と引き換えにムガベの刑事訴追を免除することが承認されていたと、ロイター通信などが報道した。この取り決めには、グレース夫人らの身の安全や財産の保障も含まれており、独立に大きな業績を残したムガベの支持者への配慮が目的とされる。24日、ムナンガグワが就任式を行い正式に大統領に就任した。30日に新政権の閣僚を発表したが、国軍高官が重用される一方、期待されていた野党からの入閣はなかった。その後、チウェンガは12月28日に第1副大統領に就任し、翌29日には国防大臣にも就任した。